# Muzeum Regionalne w Tomaszowie Lubelskim
Muzeum Regionalne im. Janusza Petera w Tomaszowie Lubelskim – muzeum, położone w Tomaszowie Lubelskim. Placówka jest jednostką organizacyjną powiatu tomaszowskiego.
Muzeum powstało w 1962 roku, kiedy to miejscowy lekarz i regionalista, dr Janusz Peter zorganizował w kierowanym przez siebie szpitalu powiatowym pierwszą wystawę prywatnych zbiorów. W pięć lat później kolekcja została znacjonalizowana. W 1975 roku ekspozycję przeniesiono do gmachu dawnego sejmiku powiatowego, a placówkę podporządkowano Muzeum Okręgowemu w Zamościu. Kolejna zmiana siedziby muzeum miała miejsce w 1984, kiedy to ekspozycję przeniesiono do nowo wybudowanego Domu Kombatanta. W 1999 roku organem prowadzącym placówkę został powiat tomaszowski. 
Na zbiory muzeum składają się obecnie ekspozycje: archeologiczna i etnograficzna. Ekspozycje historyczne, obejmujące okres od XVII wieku do czasu II wojny światowej są aktualnie nieczynne. 
Muzeum jest obiektem całorocznym, czynnym z wyjątkiem poniedziałków. Wstęp jest płatny.